# 劉躍雲
劉躍雲（1737年1月22日—1808年11月22日），字伏先，又字服先，號青垣，室名貽拙齋。江蘇省常州府武進縣（今常州市武進區）人。清朝政治人物、翰林、詩人、學者。

## 歷任
乾隆二十一年（1756年）丙子鄉試順天舉人。
乾隆三十一年（1766年）丙戌科第一甲第三名進士及第（探花）。授翰林院編修。殿試時須彌封姓名，乾隆帝親自將劉躍雲試卷置於鼎甲，放榜後高興地讚歎：「此劉綸子，不意朕竟得之！」
三十八年（1773年）以翰林院編修充校勘《永樂大典》纂修兼分校官。
四十一年（1776年）升右春坊右贊善，尋改任左春坊左贊善。
四十二年（1777年），升右中允。
四十三年（1778年），改左中允。
四十四年（1779年）：升右庶子。
四十五年（1780年），改左庶子，以左庶子署理日講起居注官，升翰林院侍講學士。充武會試正總裁。
四十六年（1781年）十月初二日，升詹事府詹事，充文淵閣直閣事。
四十九年（1784年）四月，以詹事差任江西學政。五月十三日，遷內閣學士加禮部侍郎銜。
五十二年（1787年）二月二十二日，升工部右侍郎，充經筵講官。九月，充武會試副考官。十二月十七日，以署理朱珪任改禮部右侍郎。
五十三年（1788年），四月十五日，實授禮部右侍郎。七月九日，改禮部左侍郎。
五十四年（1789年），以禮部左侍郎差任福建學政。九月十四日，以丁母憂離職。
五十七年（1792年）二月服闕，署理禮部右侍郎。七月，充山東鄉試正考官。八月七日，授禮部右侍郎。
五十九年（1794年）六月，以禮部右侍郎充江西鄉試正考官。
六十年（1795年）三月，以禮部右侍郎充會試副考官。四月，以校閱失當革職，以四品京堂補用，仍帶革職留任。隨後補授奉天府丞兼學政。
嘉慶元年（1796年）正月，得恩詔開復革職留任處分，進京引見，仍照舊任奉天府丞。
四年（1799年），擢大理寺少卿。典試錦州府時倡議修建文廟，並作碑文；有清操亮節之官聲。
五年（1800年）正月十八日，擢禮部右侍郎。
六年（1801年）正月二十三日，改禮部左侍郎。七月二十五日，改工部左侍郎。
九年（1804年）七月八日，降補內閣學士兼禮部侍郎銜。
十年（1805年）二月十七日，升兵部右侍郎。五月十六日，改兵部左侍郎。六月十四日，以原品休致。
十三年（1808年）卒。誥授榮祿大夫。與劉綸父子兩人為官七十年，「無一畝之宮、半頃之田」。

## 著作
- 《貽拙齋詩文鈔》
- 〈重修喜神祖師廟碑誌〉

### 校書
- 唐 劉恂《嶺表錄異》[4]
- 宋 程俱《麟臺故事》[4]
- 宋 項安世《項氏家說十卷附錄二卷》[4]
- 宋 韓淲《澗泉日記》[4]

## 家庭及關聯
劉躍雲為武進西營劉氏第十五世。
- 父：劉綸。
- 兄：劉圖南。
- 弟：劉召揚。

### 妻妾
- 正室：許氏，敕贈安人，晉贈夫人。庠生許崇栻之女。
- 繼室：張氏（1736年－1808年），誥封夫人。雲南直隸州知州，署大里府同知張附鳳之女。

### 子女
- 長子：劉逢吉，許氏出。早卒。
- 次子：劉逢美，許氏出。早卒。
- 三子：劉逢源，張氏出。早卒。
- 四子：劉逢恩，張氏出。早卒。
- 五子：劉逢嘉（1768年－1806年），張氏出。四品廕生考授主簿，報捐鹽運司知事。
- 六子：劉逢慶（1770年－1827年），張氏出。山東候補府經歷。
- 七子：劉逢春（1781年－1805年），張氏出。候選縣丞。
- 八子：劉逢運（1783年－1806年），張氏出。娶吳玉綸之女。文林郎，貤贈奉政大夫、安徽候補知縣加四級。

- 長女，適溧陽庠生黃晉錫。
- 次女，字吳縣姜廷燦（姜晟子），未嫁而卒。
- 三女，適山西浮山張氏。

### 師友
- 與翁方綱親善。
  - 乾隆四十六年，翁曾為劉躍雲銘潘耒七星硯。銘曰：「劉子校經，太乙降精。其光熒熒，化為七星。影入硯屏，來乞我銘。我與青垣眼俱青。」[5]
  - 乾隆五十九年，翁作詩呈躍雲，「兩間房，一坡上，恰容兩行帳，賦呈青垣宗伯」。[6]